# Jaclyn Victor
Jaclyn Joshua Thanaraj Victor Rivera (tamil. ஜக்லின் விக்டொர்; ur. 4 grudnia 1978 w Kuala Lumpur) – malezyjska piosenkarka i aktorka.
W 2004 r. wygrała pierwszy sezon programu Malaysian Idol. Po sukcesie w tym konkursie podpisała kontrakt z Sony BMB Entertainment. Reprezentowała Malezję w międzynarodowym konkursie Asian Idol.

## Dyskografia
| Rok  | Album                     | Wytwórnia  |
| ---- | ------------------------- | ---------- |
| 2002 | Dream                     |            |
| 2004 | Gemilang                  | Sony BMG   |
| 2006 | Inilah Jac                | Sony BMG   |
| 2007 | Inilah Jac – Edisi Terhad | Sony BMG   |
| 2009 | Jaclyn Victor III         | Sony Music |
| 2011 | 3 Suara                   | Sony Music |